# Artem Fedetskij
Artem Andrijovytj Fedetskyj (ukrainska: Артем Андрійович Федецький), född 26 april 1985 i Novovolynsk, är en ukrainsk fotbollsspelare som spelar för Karpaty Lviv och Ukrainas fotbollslandslag. 